# عبدالله بن زبیر
عبدالله بن زبیر بن عوام (۱ – ۷۳ ه‍.ق) رهبر خلافتی بود که در مکه برای رویارویی و کنار زدن خلافت اموی از سال ۶۸۳ میلادی تا هنگام مرگ ابن زبیر برپا شده بود. او پسر زبیر بن عوام و اسما بنت ابوبکر بود و به قبیلهٔ قریش تعلق داشت و رهبری این قبیلهٔ بزرگ و مهم مسلمانان را برعهده داشت. او نخستین کودکی بود که از مهاجرین زاده می‌شد. او در جوانی همراه با پدرش در در فتوحات مسلمانان شرکت کرده بود و در سوریه و مصر جنگیده بود و بعدها به ترتیب نقشی محوری در فتوحات شمال آفریقا و مناطق شمالی ایران در سالهای ۶۴۷ تا ۶۵۰ به‌دست مسلمانان ایفا کرد. در هنگام فتنه اول، او در کنار خاله‌اش عایشه علیه خلیفه وقت، علی بن ابی طالب جنگید. گرچه در دوران خلیفه بعدی، معاویه کمتر در مورد ابن‌زبیر چیزی نوشته‌شده اما او به عنوان یکی از اشخاصی که مخالف تعیین یزید به عنوان جانشین به‌دست معاویه بوده‌اند، شناخته گردیده‌است. ابن‌زبیر همراه با گروه بزرگی از قریش و انصار رهبری مسلمانان ساکن حجاز (عربستان غربی) را در مخالفت با موروثی شدن خلافت به‌وسیلهٔٔ بنی‌امیه برعهده داشت.
ابن‌زبیر در مکه مستقر گردید و از آنجا به مخالفت با یزید برخاست و با مرگ یزید در ۶۸۳م، خودش را خلیفه مسلمین نامید که در تاریخ به عنوان نقطهٔ آغاز فتنه دوم شناخته گردیده‌است. در همین حال فرزند و جانشین یزید نیز تنها پس از چند هفته از آغاز حکومتش درگذشت و باعث آغاز زوال قدرت بنی‌امیه در سرزمین‌هایش گردید و درپی این رویداد بسیاری از سرزمین‌هایشان به زیر قدرت و نفوذ ابن‌زبیر درآمدند. گرچه ابن‌زبیر به عنوان خلیفه در بسیاری از نقاط خلافت به رسمیت شناخته شده‌بود ولی اقتدار او تنها محدود به حجاز می‌گردید. در سال ۶۸۵ خلافت اموی با رهبری مروان یکم در سوریه و مصر احیا گردید درست در همان زمانی که اقتدار ابن‌زبیر در عراق و عربستان به‌وسیلهٔٔ حامیان خاندان علی و خوارج به چالش کشیده شده‌بود. مُصعَب برادر ابن‌زبیر توانسته‌بود حکومت ابن‌زبیر در عراق را در سال ۶۸۷م مستحکم نماید اما سرانجام در سال ۶۹۱م از عبدالملک جانشین مروان شکست خورد و کشته شد. فرمانده امویان، حجاج بن یوسف توانست ابن‌زبیر را در مقرش مکه محاصره کند و در نهایت در سال ۶۹۲ میلادی او را کشت.
اعتبار و جایگاه ابن‌زبیر از وابستگی خانوادگی او با محمد، پیامبر اسلام و همچنین وابستگی او با مکه سرچشمه می‌گرفت و به او این توانایی را می‌داد که بتواند برای مخالفت با نقش بنی‌امیه بر گروه‌های بی‌طرف مسلمان اثر گذاشته و آنان را رهبری کند. او به دنبال این بود که بتواند باری دیگر حجاز را به مرکز خلافت بدل کند. گرچه خودداری او برای خروج از مکه باعث گردید نتواند از قدرتی که در استان‌های پرجمعیت‌تر نهفته‌بود استفاده‌نماید و کنترل آنان را به برادرش مصعب و دیگر افراد وفادار به او که دارای استقلال نسبی بودند واگذار نماید؛ بنابراین در مبارزها و درگیری‌هایی که در زیر نام او صورت می‌پذیرفت نقش کوچکی داشت.

## آغاز زندگانی و جایگاه

### خانواده
عبدالله بن زبیر در مدینه که در حجاز (غرب عربستان) است و در ماه مه ۶۲۴ میلادی زاده گردید. او بزرگترین فرزند زبیر بن عوام بود. زبیر یکی از صحابه‌های پیامبر اسلام، محمد و از چهره‌های برجسته در میان مسلمانان بود. او به طایفه بنی‌اسد از بزرگترین قبیلهٔ مکه یعنی قریش تعلق داشت. در آن زمان مکه مرکز تجاری حجاز و جایگاه مقدس‌ترین مکان اسلامی یعنی کعبه بوده‌است. مادربزرگ پدری ابن‌زبیر، صفیه بنت عبدالمطلب عمهٔ محمد و مادر او اسما، دختر نخستین خلیفه، ابوبکر و خواهر عایشه همسر محمد بوده‌است. طبق گفتهٔ تاریخ‌نگاران سده نهم همانند ابن‌حبیب و ابن‌قتیبه دینوری، ابن‌زبیر نخستین فرزندی بود که از مهاجرین زاده می‌شد. مهاجرین نخستین مسلمانانی بودند که از مکه به مدینه تبعید گردیده‌بودند. این پیوندهای اجتماعی، مذهبی و خویشاوندی با محمد و همچنین خانواده‌اش، همگی باعث شهرت او در بزرگسالی گردید.
ابن‌زبیر شماری همسر و فرزند داشت. نخستین همسر او تضامر بنت منظور بن سیار بن امر از قبیلهٔ بنی‌فزاره بوده‌است. بزرگترین پسر ابن‌زبیر به نام خبیب از این زن زاده‌شد، که باعث گردید کنیه‌ی «ابو خبیب» به ابن‌زبیر داده‌شود، و دیگر پسرانش، حمزه، عباد، زبیر و ثابت نام داشتند. دختری به نام رقیه نیز از ام‌الحسن نفیسه دختر حسن مجتبی پسر علی و نوهٔ پیامبر، یا یکی دیگر از زنان ابن‌زبیر زاده‌گردید. خواهر تضامر، سجلا نیز به عقد او درآمده‌بود. او همچنین با عایشه دختر عثمان‌بن‌عفان نیز ازدواج نمود. بکر احتمالاً پسر عایشه یا نفیسه بوده‌است، که در مورد او مطالب کمی در منابع گزارش شده‌است. ابن‌زبیر پس از زاده‌شدن پسرش عایشه را طلاق داد. ابن زبیر از همسر دیگرش، حنتمه بنت عبد‌الرحمن پسر دیگری به نام امیر داشت.

### پیشه نظامی
او به‌عنوان فرزند زبیر در زمان فرمانروایی عمر در سال ۶۳۶م همراه با پدرش در نبرد یرموک علیه امپراتوری بیزانس در سوریه حاضر بوده‌است. همچنین در سال ۶۴۰م نیز در کنار پدرش در یورش به مصر بیزانسی به فرماندهی عمرو عاص شرکت نمود. در سال ۶۴۷م، ابن‌زبیر نقش برجسته‌ای در فتح اسلامی افریقیه (شمال آفریقا) به فرماندهی عبدالله بن ابی سرح ایفا نمود. ابن‌زبیر در طول نبرد توانست نقطهٔ آسیب‌پذیری در خطوط دفاعی بیزانسی‌ها بیاید و فرماندهٔ آنان گریگوری را بکشد. به محض بازگشت ابن‌زبیر به مدینه، خلیفه عثمان او را سخنرانی‌ای که به شیوایی‌اش شهرت دارد ستود. بعدها او به سعید بن عاص ملحق شد که در سال ۶۵۰ به شمال ایران یورش بردند. همچنین عثمان او را در گروهی که وظیفهٔ جمع‌آوری قرآن را برعهده داشتند نیز منصوب نمود. در طول محاصره خانه عثمان به‌وسیلهٔٔ شورشیان در ژوئن ۶۵۶ ابن‌زبیر به سرپرستی مدافعان گماشته شد و احتمالاً در هنگام نبرد مجروح گردید. پس از کشته‌شدن عثمان، ابن‌زبیر همراه با پدرش و خاله اش عایشه در جنگی علیه خلیفهٔ جانشین عثمان یعنی علی در نبرد جمل واقع در بصره و در ماه دسامبر شرکت نمود. درحالی که ابن‌زبیر به‌وسیلهٔٔ مالک‌اشتر مجروح گردید، پدرش زبیر کشته شد. علی پیروز گردید و ابن‌زبیر همراه با عایشه به مدینه بازگشت، و بعدها در ماجرای حکمیت که پایان بخش فتنه اول (جنگ داخلی مسلمانان) در اذرح یا دومه جندل بود نقشی ایفا کرد. در هنگام گفتگوها او به عبدالله بن عمر پیشنهاد داد تا با پرداخت مبلغی به عمروعاص، پشتیبانی او را کسب نماید. همچنین ابن‌زبیر ثروت قابل توجهی را از پدرش به ارث برد.

## شورش

### مخالفت با بنی‌امیه

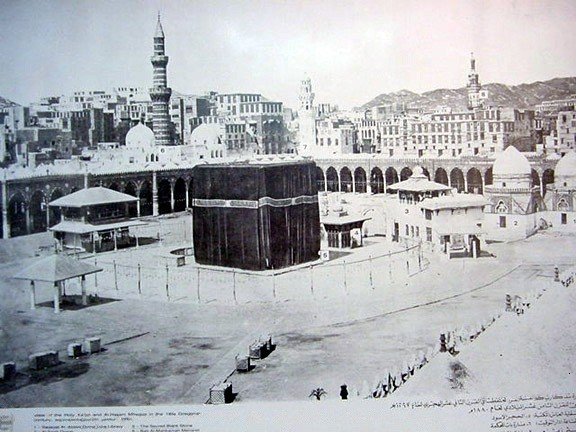
کعبه در سال ۱۸۸۲ میلادی. ابن‌زبیر از مسجدالحرام به عنوان مرکز فرماندهی‌اش استفاده نمود که دو محاصره در سال‌های ۶۸۳ و ۶۹۲ را منجر گردید. پس از آنکه در محاصره نخست، خسارت‌هایی به بنا وارد شد او دست به بازسازی آن زد ولی تغییراتی که او در ساختمان داده‌بود بعدها به حالت پیشین بازگردانده شد.

ابن‌زبیر با به خلافت رسیدن معاویه در سال ۶۶۱ مخالفتی نکرد و تا حدود زیادی در دوران فرمانروایی او غیرفعال بود. گرچه در سال ۶۷۶ با نامزد شدن یزید برای جانشینی معاویه مخالفت نمود. در سال ۶۸۰م با مرگ معاویه، یزید به تخت نشست و ابن‌زبیر از بیعت و به رسمیت شناختن او خودداری کرد، با این وجود یزید از پشتیبانی قبایل عرب سوریه بهره‌مند بود. این قبایل هستهٔ اصلی قدرت نظامی بنی‌امیه را شکل می‌دادند. یزید در پاسخ به ولید بن عتبه بن ابوسفیان، فرماندار مدینه مأموریت داد تا بیعت و فرمانبرداری ابن‌زبیر را کسب کند، اما ابن‌زبیر از این کار خودداری کرده و به مکه گریخت. در مکه او به فرزند علی، حسین پیوست که او نیز از بیعت با یزید خودداری کرده‌بود. حسین و یارانش در برابر یزید ایستادگی نمود ولی همگی در اکتبر ۶۸۰م در نبرد کربلا کشته شدند.
درپی مرگ حسین، ابن‌زبیر مخفیانه به جمع‌آوری هوادارانی برای خود اقدام نمود. در سپتامبر ۶۸۳، او کنترل مکه را به‌دست گرفت. او به خودش لقب عائذ البیت (پناه‌گرفته در محراب کعبه) را داد و شعارش را لا حکم الا الله (قضاوت تنها برای خداست) قرار داد، اما درمورد خلافت ادعایی مطرح نکرد. یزید به فرماندار مدینه، عمرو بن سعید بن عاص، دستور داد تا ابن‌زبیر را دستگیر و محبوس کند. در نتیجه، فرماندار مدینه، برادر ابن‌زبیر، عمرو را که فرماندهی نیروهای شرطه (نیروهای امنیتی) مدینه را برعهده داشت به اردوکشی به‌سوی مکه مأمور نمود. نیروهای اموی غافلگیر گردیده و عمرو اسیر شد و در زندان کشته شد. ابن‌زبیر خلافت یزید را نامشروع خواند و با انصار متحد گشت. انصار تحت فرماندهی عبدالله‌بن‌حنظله، قرار داشتند که از پشتیبانی یزید بخاطر بی‌لیاقتی‌هایش، دست‌کشیده‌بود. ابن‌زبیر همچنین توانست پشتیبانی جنبش خوارج در بصره و بحرین (شرق عربستان) را نیز کسب کند. خوارج یکی از نخستین دشمنان بنی‌امیه بودند که در اعتراض به نتیجهٔ ماجرای حکمیت از صفوف نیروهای علی خارج گردیده‌بودند.
یزید در پاسخ به افزایش مخالفت‌ها در عربستان، نیرویی از عرب‌های سوریه را به فرماندهی مسلم بن عقبه را برای سرکوب ابن‌زبیر و انصار اعزام نمود. در تابستان ۶۸۳م، انصار در نبرد حره شکست خوردند و ابن‌حنظله کشته شد. سپاه اموی به حرکتش به‌سوی مکه ادامه داد ولی ابن‌عقبه در مسیر درگذشت و فرماندهی به جانشینش حصین بن نمیر واگذار شد. کمی بعد، پس از آنکه ابن‌زبیر از تسلیم شدن خودداری کرد، او در ۲۴ سپتامبر شهر را به محاصره گرفت. در این محاصره در اثر منجنیق‌باران سپاه اموی، به بنای کعبه آسیب‌هایی وارد گشت. در طول محاصره دو قریشی از نامزدهای بالقوهٔ خلافت یعنی مصعب بن عبدالرحمن و مسور بن مخرمه، کشته یا به دلایل طبیعی درگذشتند. در ماه نوامبر، خبر درگذشت یزید باعث مذاکرهٔ ابن‌نمیر با ابن‌زبیر گردید. او گفت ابن‌زبیر را به عنوان خلیفه به رسمیت خواهد شناخت به آن شرط که او مرکز حکومتش را به سوریه که مرکز اداری و نظامی امویان بود منتقل کند. با رد شدن این پیشنهاد به‌وسیلهٔ ابن‌زبیر، سپاه اموی به شام عقب نشست و ابن‌زبیر را در مکه رها نمود.

### ادعای خلافت

نقشهٔ قلمروی خلافت در خاورمیانه در سده هشتم میلادی. قدرت ابن‌زبیر به عنوان خلیفه در سرزمین‌های حجاز، یمن، مصر، عراق، فارس و کرمان به رسمیت شناخته‌شده‌بود.

مرگ یزید و در پی آن عقب نشستن سپاه اموی از حجاز این فرصت را به ابن‌زبیر داد تا برای تحقق بخشیدن آرزوهایش برای رسیدن به خلافت تلاش کند. او فوراً خودش را امیرالمومنین نامید، که به‌طور سنتی برای شخص خلیفه استفاده می‌گردید و از مسلمانان خواست تا با او بیعت نمایند. با مرگ دیگر نامزدهای حجازی، ابن‌زبیر به تنها نامزد خلافت در میان گروه‌های مخالف بنی‌امیه در مکه و مدینه بدل شد و آنان او را به عنوان رهبرشان به رسمیت شناختند. تنها استثنا در این میان، قبیلهٔ بنی‌هاشم بود که پیامبر اسلام، محمد و خاندان‌علی به این قبیله تعلق داشتند و ابن‌زبیر پشتیبانی آنان را برای مشروعیت خود به‌عنوان خلیفه مهم می‌دانست. رهبری و نمایندگی این قبیله در حجاز برعهدهٔ محمد حنفیه، برادر ناتنی حسین‌بن‌علی و عموزاده‌اش عبدالله بن عباس قرار داشت و با استناد به لزوم نیاز به اجماع نیرومندتری در سطح جامعه مسلمان، بیعت و سوگندشان را از ابن‌زبیر دریغ کردند. ابن‌زبیر که از این کار رنجیده‌بود، محلهٔ این قبیله در مکه را محاصره کرد و ابن‌حنفیه را برای وارد کردن فشار بر بنی‌هاشم به زندان انداخت. در همین‌حال، خوارج تحت فرمان نجده بن عامر حنفی در یمامه (مرکز عربستان) پس از ادعای خلافت به‌وسیلهٔ ابن‌زبیر او را رها کردند، و حاضر به پذیرش اصول او نگردیدند.
در پایتخت اموی، دمشق، پسر جوان یزید، معاویه دوم جانشین او شد، ولی تقریباً هیچ اختیار و اقتداری نداشت و تنها چند ماه پس از به خلافت رسیدنش در اثر بیماری درگذشت. این رویداد باعث خالی شدن سوریه از رهبری بود زیرا هیچ شخص مناسبی درمیان فرزندان خانواده معاویه وجود نداشت. درپی این وقایع اقتدار اموی در تمام سرزمین خلافت فروپاشید و ابن‌زبیر به‌طور گسترده‌ای به رسمیت شناخته گردید. بیشتر استان‌های اسلامی از جمله مصر، کوفه، یمن و قیس عیلان که قبایلی در شمال سوریه بودند، بیعت و وفاداریشان به ابن‌زبیر را اظهار نمودند. به همین ترتیب در خراسان نیز فرماندار واقعی آنجا عبدالله بن خازم نیز با ابن‌زبیر بیعت نمود. ابن‌زبیر، برادرش مصعب بن زبیر را به عنوان فرماندار بصره و توابع‌اش منصوب کرد. به عنوان نمادی از حاکمیت ابن‌زبیر در تمام گسترهٔ تحت حکومتش به نامش سکه ضرب گردید که این گستره به کرمان و فارس در ایران امروزی نیز می‌رسد و هر دوی این مناطق تحت نظارت بصره به‌شمار می‌رفتند. با این وجود، اقتدار او در خارج از مرزهای حجاز بسیار ضعیف و اسمی بود.
بیشتر قبایل عرب در مرکز و جنوب سوریه که به بنی‌امیه وفادار مانده‌بودند، مروان بن حکم از شاخه غیر سفیانی بنی‌امیه را برای جانشینی معاویه دوم برگزیدند. اعلام‌شدن مروان به عنوان خلیفه در دمشق نقطه تحولی برضد ابن‌زبیر را ایجاد نمود. جنگجویان مروان به فرماندهی عبیدالله بن زیاد، توانستند قبایل قَیسی حامی ابن‌زبیر، که توسط ضحاک بن قیس فهری فرماندهی می‌شدند را در نبرد مرج راهط در ژوئیه ۶۸۴ شکست دهند. نجات یافتگان قبیله قیس به فرماندهی زفر بن حارث الکلابی به بین‌النهرین علیا گریختند، و وفاداریشان به ابن‌زبیر را حفظ نمودند. اگرچه در مارس ۶۸۵، ابن‌زبیر استان ثروتمند مصر را به مروان واگذار نمود.
درهمین‌حال، مذاکرات میان ابن‌زبیر و مختار ثقفی، ازمیان رفت و مختار به‌سوی خاندان‌علی متمایل گردید. او ابن‌حنفیه را به عنوان خلیفه و به‌طور بی‌سابقه‌ای در تاریخ اسلام مهدی اعلام نمود. جنگجویان مختار کوفه را در اکتبر ۶۸۵ از زیر سلطهٔ ابن‌زبیر خارج نمودند. بعدها مختار نیروهای را از کوفه به حجاز فرستاد و ابن‌حنفیه را آزاد نمود. اقتدار مصعب در بصره و خراسان شروع به متزلزل شدن کرد اما نهایتاً با به‌دست آوردن پشتیبانی سالار و فرمانده نظامی أزدی خراسان، مهلب بن ابی‌صفره، حفظ گردید. مصعب همچنین هزاران جنگجوی کوفی به‌دست آورد و همراه با هم مختار را در آوریل  ۶۸۷ شکست داده و کشتند. سپس ابن‌زبیر مصعب را از فرمانداری بصره در ۶۸۶/۸۷ برکنار کرد و پسر خودش حمزه را به جای  او منصوب نمود. ابن‌زبیر نیرویی را برای سرکوب خوارج که در بحرین تاخت و تاز می‌کردند اعزام نمود اما زبیریان شکست خوردند. حمزه بی‌کفایتی‌اش را در ادارهٔ عراق ثابت نمود و پس از شکستش در تحویل درآمدهای استانی به خزانهٔ دولتی مکه از فرمانداری برکنار و ظاهراً به‌وسیلهٔ پدرش زندانی گردید. کمی بعد در ۶۸۷/۸۸، دوباره مصعب به فرمانداری بصره گمارده شد. در همان سال خوارج موفق شدند یمن و حضرموت را فتح کنند. آنان در ۶۸۹ توانستند طائف، همسایهٔ جنوبی مکه را نیز به کنترل خود درآورند.

### سرکوب و مرگ
با شکست مختار که با زبیریان و بنی‌امیه مخالف بود، ابن‌زبیر و مروان و سپس پسرش عبدالملک به تنها مدعیان اصلی خلافت تبدیل شدند. گرچه پیشروی‌های خوارج در عربستان، ابن‌زبیر را در حجاز محصور نموده و ارتباطش با دیگر وفادارانش در دیگر نقاط خلافت را قطع کرده‌بود. در ۶۹۱، عبدالملک توانست پشتیبانی ظفار و قیس عیلان در جزیره را به‌دست آورد و مانع اصلی میان سپاه سوری‌اش و زبیریان عراق را از بین ببرد. پس از چندی در همان سال نیروهای توانستند در نبرد دیرالجثالیق، عراق را فتح کنند و مصعب را بکشند. درپی این رویداد مهلب نیز که فرماندهی جنگ با خوارج را در فارس و اهواز برعهده داشت با عبدالملک بیعت نمود.
پس از محکم نمودن اقتدار امویان در عراق، عبدالملک یکی از فرماندهانش به نام حجاج بن یوسف را برای از میان برداشتن ابن‌زبیر راهی حجاز نمود. حجاج، مکه را برای شش ماه محاصره نمود و آن را به منجنیق بست، تا هنگامی که بیشتر جنگجویان ابن‌زبیر و پسرانش خبیب و حمزه تسلیم شده و تقاضای عفو نمودند. ابن‌زبیر که سرگشته شده‌بود طبق توصیه مادرش به میدان جنگ رفت و سرانجام در ۳ اکتبر یا ۴ نوامبر ۶۹۲م کشته شد. در داستانی که به‌وسیلهٔ تاریخ‌نگار سده نهمی، طبری نگارش گردیده‌است، هنگامی که حجاج و یکی از فرماندهانش به نام طارق بن عمرو بر پشت بدن بی‌جان ابن‌زبیر ایستاده بودند، طارق گفت: «زنان مردتر از این نزاده‌اند … از هفت ماه پیش که او را محاصره کردیم نه خندق داشته، نه حصار و نه حفاظ اما هر وقت که مقابله کرده‌ایم چندان که آسیب دیده، آسیب رسانده بلکه بیشتر». حجاج دستور داد تا بدن ابن‌زبیر را مصلوب کردند و بدن او تا هنگامی که عبدالملک به مادر ابن‌زبیر اجازهٔ دفنش را داد در همان‌جا ماند. بدن او در خانهٔ مادربزرگ پدری‌اش، صفیه در مدینه به خاک سپرده‌شد. پیروزی امویان و مرگ ابن‌زبیر پایان دهندهٔ فتنه دوم بود.
در پی پیروزی او، عبدالملک، املاک و دارایی‌های ابن‌زبیر در مدینه و دیگر مناطق حجاز را مصادره نمود. خلیفه بعدها یکی یا بیشتر از آن املاک را پس از درخواست ثابت به پسران ابن‌زبیر بازگرداند. بزرگترین فرزند ابن‌زبیر خبیب توسط فرماندار مدینه عمر بن عبدالعزیز و در دوران خلافت ولید بن عبدالملک تا دم مرگ شلاق زده‌شد. هرچند ثابت توجه ویژهٔ جانشین ولید، خلیفه سلیمان بن عبدالملک را جلب نمود و بقیهٔ املاک مصادره شده به پسران ابن‌زبیر بازگردانده‌شد. در دوران خلفای عباسی، مهدی و هارون‌الرشید چندین تن از نوادگان ابن‌زبیر به پست‌های بالای دولتی راه یافتند، از جمله نوهٔ بزرگ او عبدالله بن مصعب بن ثابت زبیری و بعدها پسر او، بکر که پیاپی به عنوان فرماندار مدینه منصوب گردید.

## ارزیابی
ابن‌زبیر به‌شدت با وراثتی شدن خلافت در خاندان اموی مخالفت می‌کرد. در عوض او از انتخاب گردیدن خلیفه در میان شورایی از قریش حمایت می‌نمود. او مخالف تمرکز تمامی قدرت در دست بنی‌امیه بود و خواهان آن بود تا قدرت در میان همهٔ قبایل قریشی تقسیم گردد. گرچه بغیر از این عقیده، ابن‌زبیر هیچ اصل و برنامه مذهبی و سیاسی دیگری را برخلاف رقیبان هم‌دوره‌اش یعنی خوارج و خاندان‌علی معرفی ننمود.
در مدت حکومت ابن زبیر، او تغییرات قابل‌توجهی در ساختار کعبه ایجاد نمود و ادعا نمود که این تغییرات مطابق با خواسته‌های پیامبر اسلام، محمد انجام گردیده‌است. او خودش را «پناه گرفته در حرم [کعبه]» می‌نامید درحالی که مخالفان امویش از او با عنوان «شروری در مکه» یاد می‌کردند.

## نوار زمان دو خلافت
در میان سال‌های ۶۸۳ تا ۶۹۲ میلادی و نه سال خلافت ابن‌زبیر سه خلیفه اموی بر تخت نشستند. نوار کوتاه بنفش و زرد نشان‌دهنده‌ی مدت فرمانروایی معاویه دوم و مروان یکم است. (توجه شود که تکیه زدن بر تخت خلافت لزوماً در نخستین روز سال روی نداده است)